# Пешта
Пешта (мађ. Pest — Пешт) је била град у Мађарској који се ширењем 1873. спојио са Будимом и тако је настала Будимпешта. Пешта се налазила источно од Будима, на левој обали реке Дунав која је раздвајала ова два града. Данас, Пешта обухвата две трећине површине Будимпеште. Мостови који данас спајају Будим и Пешту спадају у најлепше мостове Европе.
Пешта је вјековима била и политички и културни центар Мађарске. Такође Пешта је била главни град Угарске.

## Етимологија
Назив Пешта има словенско поријекло од ријечи „пећ“ или „пешт“, највјероватније се односећи на локалну пећину гдје се ватра палила.

## Историја
Пешта је била независан град, сазнање које се појављује у писаном облику који датира још од 1148. У ранијим вековима су се налазили прастара келтска и римска насеља. Пешта је постала важан економски центар од 11-ог до 13-ог вијека. Била је уништена током монголске инвазије Мађарске 1241, али је изнова изграђена после тога. Аустријски цар је у војном походу 1684. године ослободио град Пешту, од турске окупације.
Пешта је на основу привилегија које је Цар Леополд I доделио Србима, Немцима и Мађарима 23. октобра 1703. године - поново постао слободна краљевска варош. Значајни за оснивање града били су Срби и Бугари стари трговци. Пешта је важно трговачко и универзитетско место. Дунав је преплавио град 1838. године. Први висећи мост, Сечењи ланчани мост, је био изграђен 1849. преко Дунава, повезујући Пешту са Будимом. Самим тим, 1873. су два града сједињена заједно са Обудом, да би формирали Будимпешту.
Године 1720. у Будиму је много више становника (12138) него у Пешти - 2706 душа. Са временом Пешта расте, а Будим споро напредује. Већ 1777. године У Будиму је 24.873 а у Будиму већ 13.021 житељ. Већ 1792. године по броју становника изједначили су се Будим и Пешта, са 26.000.
У Пешти је 1828. године било 46.227 становника и 2919 домова.

## Срби у Пешти
По ослобођењу од Турака 1686. године у Будиму Срба има половину, а у Пешти четвртину укупног броја становника. Пештанци Срби су у односу на Будимце били више "грађани" - трговци, занатлије, клир, официрски кадар и чиновништво. Пешта је био центар прекодунавског српског живља, и ту су се сјатили "најодличнији" Срби, по угледу, богатству, слави и амбицијама. Први кафеџија у Пешти јавља се 1715. године - Србин Блажа. После њега је гостионицу држао још један Србин, Милош Радић родом из Сомбора. Касније ће дуго радити, до Првог светског рата, чувена "Српска кафана" у Пешти. Саобраћај на Дунаву било је у прво време у српским рукама. Године 1839. маја месеца Наум Бозда великокупац из Пеште је узео у закуп на шест година Пештанско-Будимску ћуприју (покретну) по цени од 93.150 ф. годишње. Бозда је ревносни члан Матице српске и народни добротвор. У Пешти је било око половине 19. века како је приметио један посетилац: "до 200 кућа српских, понајвише трговачких, јаких стањем и имањем." Ту су се штампале српске књиге, издавали српски листови, било седиште српских православних, друштвених и образовних институција.
Пештанска српска црква постојала је пре велике сеобе Срба под Чарнојевићем. Та богомоља посвећена Св. Ђорђу је страдала од стране Турака, кад и будимска. Зато је подигнута и освештана нова пештанска црква 1688. године. Трећа пештанска црква грађена је 1733. године, а њен западни део са звоником у стилу рококо-а завршен је 1752. године. Резбарски рад на новом иконостасу урадио је билдхауер Михајло Јанић из Арада 1839-1845. године. Стечај за осликавање иконостаса расписан је 1856. године, а иконе на том иконостасу дело су руку помађареног Грка, Кароља Стерије 1857. године. У цркви надомак главног градског корзоа Ваци улице, чува као драгоценост плаштаница, рад Христифора Жефаровића из 1750. године. Пештанска српска црква надомак Ваци улице страдала је током дунавске поплаве 1838. године.
Када је град постао слободан краљевски 1703. године, Србима је потврђена градска аутономија. Бирали су свој магистрат (танач), бирова и таначнике. У Пешти је 1703. године било око 200 српских кућа. Варошки магистрат је тада послао специјалну представку цару Карлу VI. У њој се ови жале, јер се Срби у Пешти "нагло множе". Срба је у то време увек било по 700 војника под оружјем. Варошки капетан 1726. године је наравно Србин, Манојло. Године 1748. Србе из Пеште је на црквено-народном сабору заступао посланик Ђорђе Дамјановић, сенатор. Димитрије Радојчић је 1820. године куратор болнице пештанске и управитељ школских фондова. Помињу се 1845. године виђенији Срби, пештански грађани: Георгије Дамјановић први актуар града, Михаил Витковић правник, изабрани чланови општински: Тома Дамјановић, Игњатије Станковић, Јован Петровић, Георгије Ралиј, Наум Дера, Јован Каулициј, трговци Миливој Максимовић и Николај Јанковић.
У Пешти је видели смо живео неуморни Јосиф Миловук трговац и "попечитељ Србскога книжества" (издавач и штампар) (1828), који је обележио своје време, огромном штампаном продукцијом. Једну српску књигу је 1826. године набавила постојећа "Библиотека српске општине" у Пешти. У српску грађанску елиту пештанску, поред низа "благородних племића и грофа Текелије", треба поменути образовани слој (1834), лекаре - Димитрија Петровића и Димитрија Неофитовића, па "заклете" адвокате Јована Виловског и Теодора Павловића. Теодор Павловић је не само хроничар српске свакодневице, он је у то време најмаркантнија личност на културном пољу Пеште. Много тога се око њега "врзе", захваљујући његовим друштвеним везама.
Свака српска штампана књига стизала је до Пеште и Будима. То се да видети по списковима претплатника. На пример 1826. године дуг је низ пештанских читалаца који су прибавили примерак своје српске књиге у овом случају од Доситеја Обрадовића. Навешћемо овде само нека важнија и познатија имена од којих су неки и књижевни радници: Библиотека српске пештанске општине, Алексић Јован фишкал конзисторије будимске, Михајло Витковић адвокат, Евгеније Ђурковић адвокат, Георгије Дамјановић сенатор, Димитрије Радојшић сенатор, Вук Ст. Караџић са свим својим почасним титулама, Јан Колар словачки проповедник, Марго Георг парох пештански, др Димитрије Петровић лекар и школски директор у Пешти, Петар Рајић трговац, Андрија Розмировић трговац и редовник Матице српске, Јован Теодоровић валахијски (румунски) парох, Јован Хаџић доктор мађарског права, затим преко тридесет трговаца, десетак адвоката, чиновника и занатлија.
У Пешти је 1867. године било 267 Срба грађана. Али то су "изабрани" - богати и важни народни представници и предводници Крај српског узлета у Пешти, представља мађарска буна 1848-1849. године и од тада се Срби све више селе јужније, у српску Војводину.
Српско православно парохијско звање и матице се почињу водити 1777-1779. године. По државном шематизму православног клира у Угарској, из 1846. године у "Pesthinum"-u биле су две православне парохије, грчка и српска (Valahorum). У српској парохији православно парохијско звање је основано 1809. године, а од тада се воде и црквене матрикуле. Постојала је 1846. године православна црква "Георгијевска" - саборна, а парохију је опслуживао поп Јован Теодоровић (ту и 1820), којем је помагао Јован Рошу. У једној српској књизи међу пренумерантима 1845. године потписао се исти поп Јован као "при храму Валахо-Греческом, Валахијски парох (румунски)". Други парох пренумерант те године је поп Михаил Павловић наведен као: "Парохије Српске администратор".
Пештански познати православни српски пароси у 19. веку су били: Марго Георг (1815-1857), Константин Јосифовић (1857-1870), Јефта Поповић (1871-1872), Ђорђе Мандровић (1872-1874) итд.
Године 1826. поред српског православног пароха Марга, забележени су и грчки (који је и намесник) поп Теодор Георгијевић, и "влашки" (румунски) - поп Јован Теодоровић.
По српском извору из 1905. године може се сагледати стање у пештанској српској парохији. То је парохија прве класе у којој има 34 дома, али ту је чак 1165 становника, од којих су многи привремено, на школовању или раду. Свештеник је тада био Радивој Бикар родом из Сомбора. Црквена општина пештанска је имала 83 кј земље, а за издржавање су биле од вајде закладе: Заклада Наума и Јелене Бозде за потпору занатлија, трговаца, медицинара и удавача од четири кућа, Фондација Ане Николић од 56 кј ораће земље, Фонд Михајла Јовановића за обезбеђење плате пароха, Фонд за хорско певање, Заклада сиротињска, Фонд Алексе Поповића на огрев сиротињи, Фонд на одело школске деце, Заклада Марије Панаотовић на потпоре, Заклада Ане Панић на потпоре сиротињи и Фонд удове попадије Марго Аркадија и друге. Храм се налазио у добром стању, имао је лепу порту али не и српско православно гробље. Покојници српски су се сахрањивали у делу Керепешког гробља, где се налази и споменик Кости Руварцу.
Године 1745. општина Пештанска је издвајала годишње по 50 ф. за издржавање српске школе. Пописано је 1846. године, 14 деце (оба народа) за школу, којима предаје учитељ Димитрије Мерце. Број становника (оба народа, Срба и Грка) износио је 1846. године само 503 православне душе. Међу познате пештанске српске учитеље спадају: Георгије Исајловић (1820) наставник, Субота Младеновић (1834), Козма Јосић (1845) како се наводи: "Славено-сербскиј училишћа народни учитељ". Умро је јануара 1886. године од туберкулозе пештански учитељ Светозар Бакић (рођ. 1842. године у Вршцу). Завршио је све школе у родном граду; после немачке Препарандије завршио је Православну богословију. Након положеног учитељског испита у Сомбору, почео је каријеру учитељску у Пешти 1863. године и ту ће остати до преране смрти. Био је одличан познавалац и појац црквеног појања, захваљујући изванредном гласу. Постоји 1905. године српска народна вероисповедна школа, у којој ради учитељ Алекса Михалџић родом из Српског Ковина. Он предаје деци, које има 18 за редовну наставу. Чак 187 ђака Срба похађа државне основне школе на мађарском језику.
Постојала је почетком 20. века у Пешти "Српско девојачко васпиталиште Мајке Ангелине". Слику тог здања објавио је часопис "Нова искра" 1905. године. Том женском образовном заводу претходила је "Српска женска задруга Света мајка Ангелина", која је основана 3. децембра 1898. године у Пешти. Имала је та задруга најпречи циљ да успостави васпиталиште у том граду. Ту је требало да буде школа за "више образовање" а и интернат за девојке које се школују у Будимпешти. Патрон те српске задруге био је српски патријарх Георгије Бранковић. Новац за оснивање и рад васпиталишта - 100.000 круна приложио је српски великопоседник Лазар Дунђерски.

### Матица српска
Основано је 1826. године једно "Србско учено друштво" у Пешти (тачније Матица српска), које је најпре хтело да наставља издавање Магарашевићевог часописа "Сербски летопис", покренутог 1824. године у Новом Саду. Било је то 16. фебруара 1826. године увече, у дому једног пештанског трговца. Састали су се млади патриотски расположени Срби да би након расправе донели оснивачки документ Матице српске. Оснивачи и први чланови њени били су: Јосиф Миловук (родом из Трпиње, Срем), Гаврило Бозитовац (из Будима), Јован Деметровић (родом из Далмације), Андрија Розмировић (родом из Сремских Карловаца), Георгије Станковић (родом из Вршца), Петар Станисављевић - Рајић (родом из банатске Ковачице) и Јован Хаџић (родом из Сомбора). Шесторица су била пештански трговци, а једино је Хаџић био интелектуалац - правник и књижевник. Први задатак им је био да скупе новац за финансирање српског часописа. Сваки од присутних је тада приложио по 100 ф. и опстанак летописа више није више довођен у питање. Јован Хаџић је саставио статут тог књижевно-просветног друштва, које је имало много шире циљеве и делатност рада. Сваки будући члан приложиће по 40 ф. на име чланарине, а друштвена каса ће се пунити и од продаје књига. Желело се урадити што више на издавању и распростирању српских књига и часописа, и поклањати сиромашној омладини. Мада је добила подршку са свим српских простора, друштво није успело да окупи сву српску интелигенцију. Многима није био по вољи уређивачка политика Летописа; неки нису ни пришли, а неки су се разочарани повукли. Убрзо су се посвађали и оснивачи, Миловук и Хаџић. Одступили су још 1826. године Миловук и Бозитовац, и почели деловати самостално. Летопис матичин је прихватио народни језик, али не и Вукову азбуку, што је збуњивало културне прегаоце. Матица је ипак заживела, усталио се Летопис, јер су се у његово чланство укључили богати Срби родољуби. Била је срећа да су се заинтересовали и финансијски подржали појединци племићи - српски добротвори, попут Саве Текелије и Јована Нако-а (из Великог Сентмиклоша).
У Пешти је 1833. године на Ђурђевдан основано "Србско књижевно друштво", чији је рад званично одобрен, и које је заживело и омасовило се 1837. године. У њему су били многи познати Срби, књижевни посленици попут: Антонија Арнота, Јована Берића, Јована Виловског, Јосифа Миловука, Евстатија Михајловића, Јосифа Ненадовића, Георгија Хаџића, Јована Колара, Суботе Младеновића, Георгија Мушицког, Исидора Стојановића и других.
Године 1838. у Пешти је основана по жељи Текелијиној, српска институција "Текелијанум", као интернат за школовање 12 српских студената. Талентовани и сиромашни младићи Срби, добијали су као стипендисти Текелијине задужбине, бесплатан стан и по 100 ф. годишње за издржавање. У тој Текелијиној великој кући у центру Пеште, своје радне просторије је добила Матица српска, а њен тадашњи секретар (1837-1854) и уредник Летописа (1832-1841), Теодор Павловић - и стан. Обавеза Павловићева је била да се стара о питомцима Текелијанума. Председник Матице српске, након мандата Јована Хаџића (1826-1833) и Михајла Јовановића (1833-1838), постаје гроф Сава Текелија, од 1838. године па до своје смрти. Када је 1842. године умро стари Сава Текелија, тестаментом је сву своју имовину оставио за издржавање Текелијанума, а за старатеља одредио Матицу српску. Тада долази до судског процеса јер је тужбу поднела Савина удовица Амалија, оспоравајући тестамент. Креће занимљива историја матичиног трајања у Пешти, у атмосфери превирања, идејних лутања и тражења правог пута. После мађарске револуције и стварања те гашења Српског Војводства, прилике су се умногоме и у неповољном правцу промениле. Пешта је све мање центар угарских Срба, одатле се ови све више селе на југ, а израста Нови Сад као нови национални "светионик". Пешта остаје да буде примамљиво место, где долазе млади Срби на школовање. Због тога се Матица српска, упркос противљењу угарских власти, преселила у Нови Сад 1864. године. Након свечаног дочека Форовићеве лађе, која је селила покретни иметак матичин, тамо је свој први стан Матица нашла у дому Платона Атанацковића.
У Пешти је 1842. године прослављен од стране Матице српске празник Св. Саве, "славније и велелепније него икада". У програму су учествовали Теодор Павловић секретар матичин, Јован Суботић песник, Светозар од Риђички млади племић - са песмом посвећеном председнику матичином племићу Сави Текелији, и други. На крају је певана "Савина песма" - "обична и већ свуда позната".